# Forræder - Ukendt Grund
 For alternative betydninger, se Forræder - Ukendt Grund. (Se også artikler, som begynder med Forræder - Ukendt Grund)
Forræder - Ukendt Grund er et dansk underholdningsprogram, som blev sendt på TV 2 for første gang i 2024. Programmet er en spin-off af programmet Forræder, som er den danske version af det hollandske underholdningsprogram De Verraders.
Programmets vært er Martin Johannes Larsen
Grundet mange henvendelser fra seere med interesse i at deltage i programmet Forræder, annoncerede TV 2 i august 2024 at Forræder universet ville blive udvidet med en spin-off kaldet Forræder - Ukendt grund, som ville blive sendt på TV 2 Echo og TV 2 Play.  I programmet ville almene (ukendte) danskere deltage.

## Præmis
De 17 deltagere bliver delt op i to grupper: loyale og forrædere. Spillet er bygget op som en kamp mellem de loyale og forræderne, hvor det gælder om at spille hinanden ud. Forrædernes opgave er at myrde og forvise de loyale uden at blive afsløret af de loyale. De loyales opgave er at opsnappe hvem, der er forræder og få dem forvist fra spillet. Om natten kan forræderne vælge enten at myrde en af de loyale eller at afpresse dem til at blive forræder.

## Deltageroversigt

### Sæson 1
| Navn     | Alder | Hjemby        | Beskæftigelse                 | Episode Tjek Ind | Episode Tjek Ud | Deltager-Rolle | Status            |
| -------- | ----- | ------------- | ----------------------------- | ---------------- | --------------- | -------------- | ----------------- |
| Marc     | 24 år | Aalborg       | Studerende                    | Episode 1        |                 | Forræder       | Vinder            |
| William  | 24 år | København     | Driftsassistent og musiker    | Episode 1        | Episode 8       | Loyale         | Sidste loyale     |
| Janne    | 70 år | Odense        | Happiness director            | Episode 1        | Episode 8       | Loyale         | Forvist i finalen |
| Mathilde | 25 år | København     | Studerende                    | Episode 1        | Episode 8       | Loyale         | Forvist i finalen |
| Regitze  | 34 år | Valby         | Danseskoleindehaver           | Episode 1        | Episode 8       | Forræder       | Forvist i finalen |
| Chinasa  | 24 år | Aalborg       | Studerende                    | Episode 1        | Episode 8       | Loyale         | Myrdet            |
| Stefan   | 26 år | København     | Distriktschef                 | Episode 1        | Episode 7       | Forræder       | Forvist           |
| Silje    | 20 år | København     | Influencer og underviser      | Episode 1        | Episode 7       | Loyale         | Myrdet            |
| Birgitte | 49 år | Randers       | Dramaturg og tekstforfatter   | Episode 1        | Episode 6       | Loyale         | Forvist           |
| Chilie   | 31 år | Frederikssund | Vagtfunktionær                | Episode 1        | Episode 6       | Loyale         | Forgiftet         |
| Anders   | 39 år | Silkeborg     | Advokat                       | Episode 1        |                 | Loyale         |                   |
| Frederik | 34 år | Vejle         | Pokerspiller                  | Episode 1        |                 | Loyale         |                   |
| Matias   | 35 år | Frederiksberg | Klassisk pianist og komponist | Episode 1        |                 | Loyale         |                   |
| Nicklas  | 33 år | Aarhus        | Business development manager  | Episode 1        |                 | Loyale         |                   |
| Nikolaj  | 25 år | København     | Studerende                    | Episode 1        |                 | Loyale         |                   |
| Ozan     | 31 år | København     | Dataanalytiker                | Episode 1        |                 | Loyale         |                   |
| Salma    | 23 år | Frederiksberg | Socialpædagog og iværksætter  | Episode 1        |                 | Loyale         |                   |